# Le Val (Doubs)
Le Val é uma comuna francesa na região administrativa da Borgonha-Franco-Condado, no departamento de Doubs. Estende-se por uma área de 6.61 km². Em 2010 a comuna tinha 270 habitantes (densidade: 40,8 hab./km²).
Foi criada em 1 de janeiro de 2017, a partir da fusão das antigas comunas de Pointvillers (sede da comuna) e Montfort.